# Illuminati (truyện tranh)
Hội Illuminati là một nhóm siêu anh hùng hư cấu xuất hiện trong truyện tranh Mỹ do Marvel Comics xuất bản. Các nhân vật tham gia lực lượng và bí mật làm việc đằng sau hậu trường. Các Illuminati xuất hiện đầu tiên xuất hiện trong New Avengers # 7 (tháng 7 năm 2005), được viết bởi Brian Michael Bendis. Lịch sử của họ đã được thảo luận trong New Avengers đặc biệt: Illuminati (tháng 5 năm 2006). Hội Illuminati đã được thành lập ngay sau Chiến tranh Kree-Skrull, được mô tả trong Avengers # 89–97 (1971-1972)).

## Thành viên
Mỗi thành viên trong hội đại diện cho một nhóm người nhất định trong Vũ trụ Marvel:
Namor là một người cai trị các đại dương và đại diện cho tư duy phản siêu anh hùng.
Tony Stark đại diện cho nhóm siêu anh hùng Avenger, một người có hiểu biết và được đánh giá cao, một anh hùng có thể làm việc với chính phủ. Ông cũng đại diện cho người thường, vì ông không có khả năng siêu nhân tự nhiên.
Reed Richards đại diện cho thành phần khoa học trong cộng đồng siêu anh hùng.
Black Bolt đại diện cho Inhumans, một chủng tộc quan trọng trong lịch sử Marvel và đóng một vai trò quan trọng trong nhiều sự kiện sắp tới. Ông cũng đại diện cho một người cai trị / một vị vua.
Bác sĩ Stephen Strange đại diện cho khía cạnh thần bí / phi khoa học của vũ trụ Marvel.
Giáo sư Charles Xavier của X-Men đại diện cho cộng đồng đột biến.
Mỗi người trong hội đều có một quan điểm độc đáo, không ai giống ai..

## Lịch sử hội

### Thành lập
Iron Man (đại diện cho Avengers), Mister Fantastic (đại diện cho Fantastic Four), Namor (đại diện cho Atlantis), Black Bolt (đại diện cho Inhumans), Giáo sư X (đại diện cho X-Men), Black Panther (đại diện cho Wakanda) và Doctor Strange (Phù thủy Tối thượng của Trái đất) gặp nhau ở Wakanda, sau trận chiến Kree-Skrull tàn phá trái đất. Iron Man nhấn mạnh sự thật rằng rất nhiều anh hùng sở hữu năng lực có thể ngăn cản chiến tranh, cũng như thực tế rằng các anh hùng của Trái đất là lực lượng quốc phòng duy nhất chống lại một cuộc tấn công trên quy mô lớn như vậy. Từ đó, ông kết luận rằng cần thành lập một cơ quan đại diện các anh hùng, tương tự như Liên hợp quốc. Những người khác tham gia tranh luận về tính hiệu quả của một tổ chức như vậy, chỉ ra các vấn đề tin cậy giữa các anh hùng và bộ máy quan liêu sẽ dẫn đến nhiều hậu quả; tuy nhiên, hầu hết đồng ý rằng các cuộc họp bí mật tiếp tục như cuộc họp này có thể giúp giải quyết các mối đe dọa lớn hơn trong tương lai. Tất cả đều đồng ý với điều này ngoại trừ Black Panther..

### Nội chiến
Illuminati không gặp hoặc hoạt động như một nhóm trong Nội chiến.
Iron Man và Mr. Fantastic trở thành hai trong số những thành viên hàng đầu của phía đăng ký ủng hộ, và làm việc chặt chẽ với chính phủ Hoa Kỳ và S.H.I.E.L.D.
Bác sĩ Strange tránh xa cuộc xung đột, thiền định và nhịn ăn, mặc dù sau này anh thừa nhận, sau khi gia nhập New Avengers và tìm kiếm tình yêu mới, anh đã hối hận vì đã không tham gia. Sau đó, anh ta sẽ gia nhập the New Avengers, người tiếp tục hoạt động ngầm mà không cần đăng ký.
Black Bolt và Inhumans bắt đầu Chiến tranh Lạnh của riêng họ với Hoa Kỳ.
Namor tham gia vì nó phục vụ lợi ích của mình. Điều này bao gồm việc trả thù cho cái chết của người em họ của anh ta trong thảm kịch Stamford, và đến với sự giúp đỡ của các lực lượng của người bạn Captain America trong trận chiến cuối cùng.
Giáo sư Xavier không ở trên trái đất trong cuộc xung đột.

## Phim
Illuminati xuất hiện trong phim hoạt hình Planet Hulk. Hội đưa ra một thông điệp với Hulk rằng anh ta quá nguy hiểm khi ở trên trái đất và xin lỗi vì những gì họ phải làm. Trong khi họ lên kế hoạch cho con tàu đáp xuống hành tinh thảm thực vật, Hulk kết thúc hạ cánh trên Sakaar.
Kevin Feige nói về việc xem xét đưa Illuminati vào một bộ phim của Marvel Cinematic Universe.